# Démographie de La Réunion
La démographie de La Réunion est caractérisée par une densité forte et une population jeune qui croît depuis les années 1960.
Avec ses 881 348 habitants en 2022, le département français de La Réunion se situe en 25e position sur le plan national.
En six ans, de 2015 à 2021, sa population s'est accrue de près de 20 500 unités, c'est-à-dire de plus ou moins 3 400 personnes par an. Mais cette variation est différenciée selon les 24 communes que comporte le département.
La densité de population de La Réunion, 352 habitants par kilomètre carré en 2022, est trois fois supérieure à celle de la France entière qui est de 107,1 hab./km2 pour la même année.
Malgré un solde migratoire négatif, la population de l'île de La Réunion continue d'augmenter en raison d'un taux de fécondité supérieur au seuil de renouvellement des générations : il s'élève à 2,28 enfants par femme en 2023.

## Historique
L'île Bourbon était une terre vierge au XVIe siècle. Les premiers habitants sont quelques Européens et Malgaches. La population augmente très fortement dès lors. D'une trentaine de personnes en 1665, la population passe à plus de 730 en 1704. Cette population est dès lors largement métissée, puisque l'essentiel des mères présentes dans l'île étaient des Malgaches. L'esclavage démarre également rapidement, des femmes principalement, sont emmenées avec les premiers colons. Ce phénomène se développe ensuite du fait même des autorités qui attribue des terres aux épouses malgaches des colons français tués dans la révolte de Fort-Dauphin. Dès l'origine la population de l'île est donc catégorisée en personnes libres et esclaves, mais outre le traitement légal, la population se reconnaît en groupe sociaux indépendants. La traite est autorisée contre redevance à partir de 1725, dès lors le nombre d'esclaves, tous d'origine africaine, va très rapidement croître puisqu'il atteint 45 000 esclaves en 1768 contre un peu plus d'26 000 habitants libres, blancs, noirs ou métis plus ou moins clairs. La première famine due aux cyclones touche l'île en 1793. Si l'abolition de 1793 ne porte pas d'effet, la traite diminue mais elle se poursuit même après que les Britanniques qui ont pris le contrôle de Bourbon l'ont interdite en 1810.
Les autorités comptabilisaient alors la population en deux groupes, les noirs ou nègres pouvant être libres ou non, et les Blancs, dont : les fonctionnaires ou autres nouveaux arrivés appelés localement Zoreilles, les petits Blancs ou yab, personnes d'origine principalement européenne mais largement métissées, les grands propriétaires terriens non métissés appelés localement gros Blancs.
L'esclavage est aboli en 1848. Pour pallier un manque de main d'œuvre bon marché débute l'engagisme. Des Indiens du sud de l'Inde (Malbars, à la peau noire), des Indiens musulmans (Zarabes) du nord de l'Inde, des Chinois vont donc immigrer sur l'île, en principe pour une durée courte. En fait 46 000 engagés vont rester sur l'île. Dès lors trois autres communautés vont se former respectivement, les Malbars, les Zarabes, les Chinois. Ces communautés ne sont pas étanches, de très nombreux mariages mixtes vont avoir lieu, et de ce fait le caractère de ces groupes n'est pas strictement ethnique ou strictement religieux. Seuls les Zarabes continuent à privilégier les mariages endogamiques, quitte à se marier avec une personne venant de l'île Maurice ou de plus loin encore.
Les premiers du petit groupe des Karanes arrivent dans les années 1960, puis d'une manière plus importante avec les difficultés économiques et politiques dues aux indépendances des pays francophones de la Région, d'abord Madagascar puis de l'union des Comores. Les Comoriens, de l'Union ou de Mayotte, arrivés également en grand nombre, semblent depuis formés des nouvelles communautés appelées localement « Comor ». Si les ressortissants des quatre îles ne se mélangent que peu, ils sont vus comme un groupe à part entière par le reste de la population. Des Malgaches, des Mauriciens ont également continué à arriver. A contrario l'émigration des personnes nées à la Réunion, essentiellement vers la métropole, est très importante depuis les années 1960. Depuis les années 1990, ils ont été deux fois plus nombreux à s'y installer qu’à en revenir.
Depuis les années 2000, la préfecture de la Réunion est décisionnaire pour toute demande de visa, en effet quel que soit l'endroit où réside un ressortissant d'un pays ne faisant pas partie de l'Union européenne, cette demande est transmise à la préfecture de la Réunion qui prend souverainement sa décision, autrement dit indépendamment de l'acceptation d'un visa par la Métropole et sans avoir l'obligation de justifier d'un refus.

## Évolution démographique

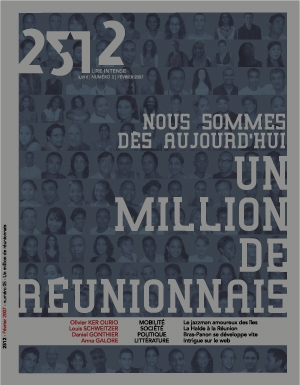
Couverture du magazine 2512 soulignant que le cap du million de Réunionnais a été franchi.

Le nombre d'habitants de La Réunion a dépassé le cap des 800 000 unités fin 2008, pour atteindre 837 868 habitants  en janvier 2012. Le taux de fécondité est de 2,41 enfants par femme en 2020 et le solde migratoire est négatif. On estime que la population pourrait atteindre le million d'habitants dans les années 2030. En attendant, si l'on ajoute aux résidents les membres de la diaspora établie hors de l'île, on obtient déjà ce chiffre élevé : il y aurait d'ores et déjà un million de Réunionnais de par le monde. Cette diaspora conserve souvent un contact avec l'île grâce aux nouveaux moyens de télécommunication.
| 1837    | 1848    | 1863    | 1872    | 1877    | 1881    | 1887    | 1902    | 1907    |
| ------- | ------- | ------- | ------- | ------- | ------- | ------- | ------- | ------- |
| 110 000 | 105 677 | 152 600 | 182 700 | 182 100 | 172 100 | 163 900 | 173 315 | 177 677 |

| 1911    | 1921    | 1926    | 1931    | 1936    | 1941    | 1946    | 1954    | 1961    |
| ------- | ------- | ------- | ------- | ------- | ------- | ------- | ------- | ------- |
| 173 822 | 173 190 | 186 837 | 197 933 | 208 258 | 220 955 | 241 708 | 274 370 | 349 282 |

| 1967    | 1974    | 1982    | 1990    | 1999    | 2006    | 2011    | 2016    | 2021    |
| ------- | ------- | ------- | ------- | ------- | ------- | ------- | ------- | ------- |
| 416 525 | 476 675 | 515 814 | 597 823 | 706 300 | 781 962 | 828 581 | 852 924 | 871 157 |

| 2022    | - | - | - | - | - | - | - | - |
| ------- | - | - | - | - | - | - | - | - |
| 881 348 | - | - | - | - | - | - | - | - |

## Population par divisions administratives

### Arrondissements
Le département de La Réunion comporte quatre arrondissements. La population se concentre principalement sur l'arrondissement de Saint-Pierre, qui recense 36 % de la population totale du département en 2022, avec une densité de 336 hab./km2, contre 25 % pour l'arrondissement de Saint-Paul, 25 % pour celui de Saint-Denis et 15 % pour celui de Saint-Benoît.
| Arrondissement  | Population(2022) | Variation(2022/2016)                       | Superficie(km2) | Densité(hab./km2) |
| --------------- | ---------------- | ------------------------------------------ | --------------- | ----------------- |
| Saint-Pierre    | 316 805          | en évolution de +2,94 % par rapport à 2016 | 942,8           | 336               |
| Saint-Paul      | 218 990          | en évolution de +2,3 % par rapport à 2016  | 537,2           | 407,7             |
| Saint-Denis     | 216 588          | en évolution de +6,01 % par rapport à 2016 | 287,8           | 752,6             |
| Saint-Benoît    | 128 965          | en évolution de +1,73 % par rapport à 2016 | 735,8           | 175,3             |
| Source : Insee. |                  |                                            |                 |                   |

### Communes de plus de10 000 habitants
Sur les 24 communes que comprend le département de La Réunion, 24 ont en 2021 une population municipale supérieure à 2 000 habitants, 24 ont plus de 5 000 habitants, 17 ont plus de 10 000 habitants et douze ont plus de 25 000 habitants : Saint-Denis, Saint-Paul, Saint-Pierre, Le Tampon, Saint-André, Saint-Louis, Saint-Joseph, Saint-Benoît, La Possession, Saint-Leu, Sainte-Marie et Le Port.
Les évolutions respectives des communes de plus de 10 000 habitants sont présentées dans le tableau ci-après.
| Commune         | Population(2022) | Variation(2022/2016)                        | Superficie(km2) | Densité(hab./km2) |
| --------------- | ---------------- | ------------------------------------------- | --------------- | ----------------- |
| Saint-Denis     | 156 149          | en évolution de +5,56 % par rapport à 2016  | 142,79          | 1 093,6           |
| Saint-Paul      | 106 220          | en évolution de +0,7 % par rapport à 2016   | 241,28          | 440,2             |
| Saint-Pierre    | 85 254           | en évolution de +1,29 % par rapport à 2016  | 95,99           | 888,2             |
| Le Tampon       | 81 964           | en évolution de +6,06 % par rapport à 2016  | 165,43          | 495,5             |
| Saint-André     | 57 546           | en évolution de +3,45 % par rapport à 2016  | 53,07           | 1 084,3           |
| Saint-Louis     | 54 478           | en évolution de +2,36 % par rapport à 2016  | 98,9            | 550,8             |
| Saint-Joseph    | 38 992           | en évolution de +3,62 % par rapport à 2016  | 178,5           | 218,4             |
| Saint-Benoît    | 37 585           | en évolution de −1,46 % par rapport à 2016  | 229,61          | 163,7             |
| La Possession   | 36 390           | en évolution de +10,36 % par rapport à 2016 | 118,35          | 307,5             |
| Saint-Leu       | 35 597           | en évolution de +5,64 % par rapport à 2016  | 118,37          | 300,7             |
| Sainte-Marie    | 35 584           | en évolution de +7,31 % par rapport à 2016  | 87,21           | 408               |
| Le Port         | 33 670           | en évolution de −3,27 % par rapport à 2016  | 16,62           | 2 025,9           |
| Sainte-Suzanne  | 24 855           | en évolution de +7,02 % par rapport à 2016  | 57,84           | 429,7             |
| L'Étang-Salé    | 14 329           | en évolution de +0,7 % par rapport à 2016   | 38,65           | 370,7             |
| Bras-Panon      | 13 131           | en évolution de +3,21 % par rapport à 2016  | 88,55           | 148,3             |
| Petite-Île      | 12 920           | en évolution de +5,59 % par rapport à 2016  | 33,93           | 380,8             |
| Les Avirons     | 11 445           | en évolution de −0,23 % par rapport à 2016  | 26,27           | 435,7             |
| Source : Insee. |                  |                                             |                 |                   |

## Structures des variations de population

### Soldes naturels et migratoires depuis 1967
| Indicateurs démographiques                       | 1967 à1974 | 1974 à1982 | 1982 à1990 | 1990 à1999 | 1999 à2010 | 2010 à2015 | 2015 à2021 |
| ------------------------------------------------ | ---------- | ---------- | ---------- | ---------- | ---------- | ---------- | ---------- |
| Variation annuelle moyenne de la population en % | 1,9        | 1,1        | 1,9        | 1,9        | 1,4        | 0,7        | 0,4        |
| - due au solde naturel en %                      | 2,4        | 2,0        | 1,8        | 1,6        | '          | 1,2        | 1,0        |
| - due au solde apparent des entrées sorties en % | -0,5       | -0,9       | 0,1        | 0,3        | -0,0       | -0,5       | -0,6       |
| Taux de natalité en ‰                            | 32,3       | 25,0       | 23,6       | 21,0       | 19,2       | 17,0       |            |
| Taux de mortalité en ‰                           | 8,0        | 5,4        | 5,7        | 5,2        | 5,3        | 5,0        |            |
| Source : Insee.                                  |            |            |            |            |            |            |            |

### Mouvements naturels sur la période 2014-2022
En 2014, 14 095 naissances ont été dénombrées contre 4 355 décès. Le nombre annuel des naissances a diminué depuis cette date, passant à 13 205 en 2022, indépendamment à une augmentation, mais relativement faible, du nombre de décès, avec 6 390 en 2022. Le solde naturel est ainsi positif et diminue, passant de 9 740 à 6 815.
Pour des raisons techniques, il est temporairement impossible d'afficher le graphique qui aurait dû être présenté ici.

### Natalité
- Indice conjoncturel de fécondité (2023) : 2,28 enfants par femme[I 1]

- Taux de natalité (2015) : 16,5 pour mille[I 4]

### Mortalité
- Taux de mortalité (2015) : 5,3 pour mille[I 4]

- Taux de mortalité infantile (2011) : 7,3 pour mille

- Espérance de vie (2011) : 76,5 ans pour les hommes et 82,9 ans pour les femmes

## Densité de population
En 2021, la densité était de 347,9 hab./km2.
| 1967 |  | 166.4 |  |

| 1974 |  | 190.4 |  |

| 1982 |  | 206.0 |  |

| 1990 |  | 238.8 |  |

| 1999 |  | 282.1 |  |

| 2010 |  | 328.0 |  |

| 2015 |  | 339.8 |  |

| 2021 |  | 347.9 |  |

## Répartition par sexes et tranches d'âges
La population du département est plus jeune qu'au niveau national.
En 2021, le taux de personnes d'un âge inférieur à 30 ans s'élève à 41,3 %, soit au-dessus de la moyenne nationale (35,1 %). À l'inverse, le taux de personnes d'âge supérieur à 60 ans est de 18,7 % la même année, alors qu'il est de 26,6 % au niveau national.
En 2021, le département comptait 417 009 hommes pour 454 148 femmes, soit un taux de 52,13 % de femmes, légèrement supérieur au taux national (51,61 %).
Les pyramides des âges du département et de la France s'établissent comme suit.
| Hommes | Classe d’âge | Femmes |
| ------ | ------------ | ------ |
| 0,3    | 90 ou +      | 0,7    |
| 4      | 75-89 ans    | 5,3    |
| 13,4   | 60-74 ans    | 13,5   |
| 21,2   | 45-59 ans    | 21     |
| 18,1   | 30-44 ans    | 19,8   |
| 19,7   | 15-29 ans    | 18,7   |
| 23,4   | 0-14 ans     | 20,9   |

| Hommes | Classe d’âge | Femmes |
| ------ | ------------ | ------ |
| 0,7    | 90 ou +      | 1,9    |
| 7,0    | 75-89 ans    | 9,5    |
| 16,6   | 60-74 ans    | 17,5   |
| 20,0   | 45-59 ans    | 19,5   |
| 18,8   | 30-44 ans    | 18,3   |
| 18,3   | 15-29 ans    | 16,7   |
| 18,6   | 0-14 ans     | 16,7   |

## Répartition par catégories socioprofessionnelles
La catégorie socioprofessionnelle des autres personnes sans activité professionnelle est surreprésentée par rapport au niveau national. Avec 30,3 % en 2021, elle est 13,3 points au-dessus du taux national (17 %). La catégorie socioprofessionnelle des retraités est quant à elle sous-représentée par rapport au niveau national. Avec 15,5 % en 2021, elle est 11,3 points en dessous du taux national (26,8 %).
| Catégorie socioprofessionnelle                    | 2015    | 2015 | 2021    | 2021 | Détails de l'année 2021 | Détails de l'année 2021 | Détails de l'année 2021            | Détails de l'année 2021            | Détails de l'année 2021            |
| Catégorie socioprofessionnelle                    | Nb      | %    | Nb      | %    | Hommes                  | Femmes                  | Part en % de la population âgée de | Part en % de la population âgée de | Part en % de la population âgée de |
| Catégorie socioprofessionnelle                    | Nb      | %    | Nb      | %    | Hommes                  | Femmes                  | 15 à 24 ans                        | 25 à 54 ans                        | 55 ans ou +                        |
| ------------------------------------------------- | ------- | ---- | ------- | ---- | ----------------------- | ----------------------- | ---------------------------------- | ---------------------------------- | ---------------------------------- |
| Agriculteurs exploitants                          | 6 282   | 1,0  | 5 918   | 0,9  | 4 553                   | 1 365                   | 0,2                                | 1,1                                | 0,9                                |
| Artisans, commerçants, chefs d'entreprise         | 23 140  | 3,6  | 24 220  | 3,6  | 17 030                  | 7 190                   | 0,5                                | 5,2                                | 2,8                                |
| Cadres et professions intellectuelles supérieures | 31 131  | 4,8  | 35 712  | 5,3  | 19 550                  | 16 163                  | 0,6                                | 8,3                                | 3,3                                |
| Professions intermédiaires                        | 76 973  | 11,9 | 85 992  | 12,7 | 37 807                  | 48 185                  | 6,0                                | 20,2                               | 5,2                                |
| Employés                                          | 133 352 | 20,6 | 131 877 | 19,5 | 36 831                  | 95 047                  | 13,3                               | 27,6                               | 10,9                               |
| Ouvriers                                          | 91 899  | 14,2 | 82 532  | 12,2 | 70 272                  | 12 260                  | 7,9                                | 17,2                               | 7,1                                |
| Retraités                                         | 97 783  | 15,1 | 104 459 | 15,5 | 52 864                  | 51 594                  | 0,0                                | 0,3                                | 45,9                               |
| Autres personnes sans activité professionnelle    | 188 047 | 29,0 | 204 831 | 30,3 | 78 380                  | 126 451                 | 71,5                               | 20,1                               | 23,9                               |
| Ensemble                                          | 648 607 | 100  | 675 542 | 100  | 317 287                 | 358 255                 | 100                                | 100                                | 100                                |
| Sources : Insee,.                                 |         |      |         |      |                         |                         |                                    |                                    |                                    |